# Dmitri Debelka
Dmitri Vladimirovich Debelka –en ruso, Дмитрий Владимирович Дебелка; en bielorruso, Дзмітрый Уладзіміравіч Дзябелка, Dzmitry Uladzimiravich Dziabelka– (Minsk, URSS, 7 de enero de 1976-24 de febrero de 2022) fue un deportista bielorruso que compitió en lucha grecorromana.
Participó en los Juegos Olímpicos de Sídney 2000, obteniendo una medalla de bronce en la categoría de 130 kg.

## Palmarés internacional
| Juegos Olímpicos | Juegos Olímpicos   | Juegos Olímpicos  | Juegos Olímpicos |
| Año              | Lugar              | Medalla           | Categoría        |
| ---------------- | ------------------ | ----------------- | ---------------- |
| 2000             | Sídney (Australia) | Medalla de bronce | 130 kg           |